# Lecithocera
Lecithocera är ett släkte av fjärilar. Lecithocera ingår i familjen Lecithoceridae.

## Bildgalleri

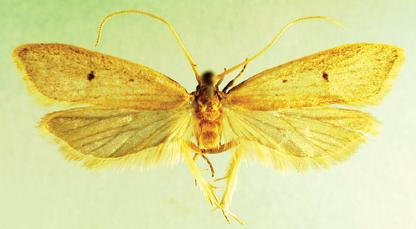

## Dottertaxa tillLecithocera, i alfabetisk ordning[1]
- Lecithocera abrasa
- Lecithocera acolasta
- Lecithocera acribostola
- Lecithocera acrosphales
- Lecithocera activata
- Lecithocera adelella
- Lecithocera aenicta
- Lecithocera alampes
- Lecithocera alcestis
- Lecithocera amphigrapta
- Lecithocera amseli
- Lecithocera anatolica
- Lecithocera ancylota
- Lecithocera andrianella
- Lecithocera ankasokella
- Lecithocera anthologella
- Lecithocera antiphractis
- Lecithocera anympha
- Lecithocera argocrossa
- Lecithocera asarota
- Lecithocera aspergata
- Lecithocera aulias
- Lecithocera autodyas
- Lecithocera autologa
- Lecithocera baeopis
- Lecithocera barbata
- Lecithocera barbifera
- Lecithocera bariella
- Lecithocera baryoma
- Lecithocera biferrinella
- Lecithocera binotata
- Lecithocera bipunctella
- Lecithocera brachyptila
- Lecithocera caecilia
- Lecithocera calochalca
- Lecithocera cameronella
- Lecithocera capnaula
- Lecithocera capra
- Lecithocera carcinopis
- Lecithocera cassiterota
- Lecithocera cataenepha
- Lecithocera caustospila
- Lecithocera caveiformis
- Lecithocera chamela
- Lecithocera chersitis
- Lecithocera chlorogastra
- Lecithocera chloroscia
- Lecithocera choleroleuca
- Lecithocera choritis
- Lecithocera cinnamomea
- Lecithocera claustrata
- Lecithocera coleasta
- Lecithocera combusta
- Lecithocera compsophila
- Lecithocera concinna
- Lecithocera contracta
- Lecithocera cordata
- Lecithocera cornutella
- Lecithocera corythaeola
- Lecithocera cratophanes
- Lecithocera crebrata
- Lecithocera crypsigenes
- Lecithocera cyamitis
- Lecithocera decaryella
- Lecithocera decorosa
- Lecithocera deleastra
- Lecithocera deloma
- Lecithocera deltospila
- Lecithocera desolata
- Lecithocera dicentropa
- Lecithocera dierli
- Lecithocera diligens
- Lecithocera diplosticta
- Lecithocera dirupta
- Lecithocera disperma
- Lecithocera dissonella
- Lecithocera distigmatella
- Lecithocera docilis
- Lecithocera dubitans
- Lecithocera echinata
- Lecithocera elephantopa
- Lecithocera eludens
- Lecithocera epigompha
- Lecithocera epomia
- Lecithocera erecta
- Lecithocera eucharis
- Lecithocera eumenopis
- Lecithocera excaecata
- Lecithocera exophthalma
- Lecithocera fascinatrix
- Lecithocera fausta
- Lecithocera flavicosta
- Lecithocera flavifusa
- Lecithocera flavipalpella
- Lecithocera flavipalpis
- Lecithocera flavofusa
- Lecithocera formosana
- Lecithocera fornacalis
- Lecithocera fortis
- Lecithocera frustrata
- Lecithocera fuscedinella
- Lecithocera geraea
- Lecithocera glaphyritis
- Lecithocera goniometra
- Lecithocera grammophanes
- Lecithocera graphata
- Lecithocera haemylopis
- Lecithocera hemiacma
- Lecithocera hemitoma
- Lecithocera hildebrandtella
- Lecithocera homocentra
- Lecithocera hypsipola
- Lecithocera ianthodes
- Lecithocera ichorodes
- Lecithocera ideologa
- Lecithocera immobilis
- Lecithocera improvisa
- Lecithocera imprudens
- Lecithocera incompta
- Lecithocera induta
- Lecithocera inepta
- Lecithocera innotatella
- Lecithocera insidians
- Lecithocera integrata
- Lecithocera iodocarpha
- Lecithocera iresia
- Lecithocera isomitra
- Lecithocera isophanes
- Lecithocera itrinea
- Lecithocera jugalis
- Lecithocera lamprodesma
- Lecithocera lecithocerella
- Lecithocera leucoceros
- Lecithocera leucomastis
- Lecithocera liberalis
- Lecithocera linocoma
- Lecithocera longivalva
- Lecithocera loxophthalma
- Lecithocera lucernata
- Lecithocera luridella
- Lecithocera luteicornella
- Lecithocera luteola
- Lecithocera lutescens
- Lecithocera luticornella
- Lecithocera luticostella
- Lecithocera lycopis
- Lecithocera macella
- Lecithocera macrotoma
- Lecithocera malacta
- Lecithocera marginata
- Lecithocera masoalella
- Lecithocera mazina
- Lecithocera megalopis
- Lecithocera megalosperma
- Lecithocera melliflua
- Lecithocera metacausta
- Lecithocera meyricki
- Lecithocera micromela
- Lecithocera mocquerysella
- Lecithocera monobyrsa
- Lecithocera myopa
- Lecithocera nefasta
- Lecithocera neosticta
- Lecithocera nepalica
- Lecithocera nephaloschema
- Lecithocera nigrana
- Lecithocera niphotricha
- Lecithocera nitens
- Lecithocera nomaditis
- Lecithocera noseropa
- Lecithocera nubigena
- Lecithocera oblitella
- Lecithocera obsignata
- Lecithocera ochrocapna
- Lecithocera ochrometra
- Lecithocera octonias
- Lecithocera officialis
- Lecithocera omphacias
- Lecithocera orbata
- Lecithocera orsoviella
- Lecithocera oxycona
- Lecithocera pachyntis
- Lecithocera pachystoma
- Lecithocera palpella
- Lecithocera parasema
- Lecithocera paraulias
- Lecithocera paredraea
- Lecithocera parenthesis
- Lecithocera paroena
- Lecithocera paroristis
- Lecithocera paulianella
- Lecithocera pauperella
- Lecithocera peloceros
- Lecithocera pelomorpha
- Lecithocera pepantica
- Lecithocera peracantha
- Lecithocera percnobela
- Lecithocera perfida
- Lecithocera perigypsa
- Lecithocera perpensa
- Lecithocera persica
- Lecithocera perspicua
- Lecithocera phaeodryas
- Lecithocera phaeoperla
- Lecithocera phanerostoma
- Lecithocera phratriastis
- Lecithocera poliocoma
- Lecithocera polioflava
- Lecithocera praeses
- Lecithocera proclivis
- Lecithocera protolyca
- Lecithocera protoma
- Lecithocera prudens
- Lecithocera ptochas
- Lecithocera purpurea
- Lecithocera puteolata
- Lecithocera pyxinodes
- Lecithocera querula
- Lecithocera radamella
- Lecithocera ranavaloella
- Lecithocera randimella
- Lecithocera raphidica
- Lecithocera recurvata
- Lecithocera responsa
- Lecithocera rhabdostoma
- Lecithocera rhinoceros
- Lecithocera rotundata
- Lecithocera rusticana
- Lecithocera sceptrarcha
- Lecithocera schoutedeniella
- Lecithocera semirupta
- Lecithocera semnodora
- Lecithocera sextacta
- Lecithocera sigillata
- Lecithocera signifera
- Lecithocera sikkimella
- Lecithocera sinuosa
- Lecithocera sobria
- Lecithocera sophronopa
- Lecithocera spinigera
- Lecithocera squalida
- Lecithocera squamifera
- Lecithocera staurophora
- Lecithocera stelophanes
- Lecithocera stomobapta
- Lecithocera storestis
- Lecithocera strangalistis
- Lecithocera strenua
- Lecithocera strepsicrena
- Lecithocera strigosa
- Lecithocera structurata
- Lecithocera sublunata
- Lecithocera submersa
- Lecithocera subservitella
- Lecithocera symtomatica
- Lecithocera syntropha
- Lecithocera syriella
- Lecithocera telosperma
- Lecithocera terrigena
- Lecithocera theconoma
- Lecithocera thioclora
- Lecithocera timioceros
- Lecithocera tricholoba
- Lecithocera trifera
- Lecithocera trigonopis
- Lecithocera tylobathra
- Lecithocera umbripennis
- Lecithocera vartiani
- Lecithocera xanthochalca
- Lecithocera xanthocosma
- Lecithocera xanthophaea